# Asomatoagnòsia
En medicina i neurologia, l'asomatoagnòsia o asomatognosia és una forma de agnòsia corporal que consisteix en la incapacitat per reconèixer, diferenciar i integrar les diferents parts de l'esquema corporal. El desordre va ser descrit per primera vegada per Pierre Bonnier (1861-1918), que va proposar el nom d'asquèmia.
És un trastorn neurològic que es caracteritza per la pèrdua del reconeixement o consciència de part del cos després d'un trauma o lesió al còrtex. Les lesions responsables d'aquesta síndrome es troben sovint en el lòbul parietal i en l'hemisferi dret (hemisferi no dominant), cap a les àrees responsables de la integració sensorial. Pot afectar el costat esquerre o dret del cos, però amb més freqüència el costat esquerre. Afecta el costat oposat a la lesió del còrtex. Quan es tracta de l'hemisferi dominant, el trastorn generalment és bilateral. Combina tant la manca de reconeixement com la sensació d'estranyesa d'alguns dels seus membres (principalment, mà i braç), les dificultats d'integració de la informació sensible, la qual cosa fa que l'individu pensi que les parts del seu cos no li pertanyen. Aquest desordre de consciència s'acompanya regularment per anosognòsia.
La manca de reconeixement, per exemple, d'una extremitat, es pot expressar verbalment o com a patró d'abandonament. El membre també pot atribuir-se a una altra persona, un engany conegut com a somatoparafrènia. No obstant això, es pot mostrar el membre i aquest error es corregeix temporalment.
Alguns autors s'han centrat en la prevalença de la negligència espacial unilateral en aquests pacients.